# Sukameriah
Sukameriah est un village d'Indonésie situé dans la province du Nord de Sumatra. En 2010, il comptait 408 habitants.
Le 1er février 2014, à la suite d'un nouvel épisode éruptif du volcan Sinabung, un nuage pyroclastique a atteint le village situé à ses pieds où se trouvent plusieurs personnes ayant pénétré dans la zone rouge interdite d'accès. On dénombre plusieurs morts,.
Le gouvernement indonésien a décidé de reloger définitivement les habitants qui vivaient dans un rayon de moins de 3 km du volcan (villages de Sukameriah, Bekerah et Simacem).